# Antonio Rosales
Antonio Rosales   (1740 - 1801) (1801) fou un compositor espanyol, famós per les seves Tonadillas.

## Carrera musical
Des de 1762 fins a la seva mort, s'estima que Rosales va compondre unes 150 Tonadillas, moltes d'elles en llibrets de l'escriptor Ramon de la Cruz (1731-1794).
En la dècada de 1770 va compondre, sovint també en llibrets de, de la Cruz, algunes sarsueles en un estil còmic, essent la sarsuela el gènere líric més eminentment espanyol. Rosales també va compondre danses i melodies inspirades en temes folklòrics, creacions de Rosales que es van mantenir molt populars a Espanya com a mínim fins a l'adveniment de les guerres napoleòniques.

## Obres (llista no exhaustiva)
- El tío y la tía
- El entusiasmo
- El Aprendiz de Carpintero
- El Valenciano
- El vizcaíno
- El recitado (la història)

## Preservació de manuscrits
Diverses institucions conserven els manuscrits de Rosales. Entre altres coses:
- Fons Rosales de la biblioteca històrica Municipal de Madrid
- La col·lecció de llibrets d'òpera que Francisco Asenjo Barbieri va llegar a la Biblioteca Nacional d'Espanya
- El fons Rosales de la biblioteca del Reial Conservatori Superior de música d'Espanya